# ハムファスト・ギャムジー
ハムファスト・ギャムジー（Hamfast Gamgee、第三紀2926年 - 第四紀8年）は『指輪物語』に登場する登場人物。庭師サムワイズ・ギャムジー（愛称「サム」）の父親。

## 概要
ハムファスト・ギャムジーは、ホビット族の庭師にしてホビット村では根菜特にジャガイモ栽培の権威として知られている。元々はビルボ・バギンズの所で働いていたが、『指輪物語』の時点では既に引退し、仕事を末息子であるサムに譲っている。住所はホビット庄西四が一の庄・ホビット村の袋枝路3番地だったが、サルマンがホビット庄を手中に収めた際には、住み慣れた我が家を追い出されるという災難にも遭ったようだ。
フルネームは「ハムファスト・ギャムジー」だが、愛称としては「ハム・ギャムジー」が通り名として使われる。ほかには「親方（Master）」とも。末息子のサムには「とっつぁん（Gaffer）」と呼ばれ敬われている。職人気質で口よりも拳固が出る性質らしく、しばしばサムは自分を鼓舞する際に「とっつぁんに殴られる」と表現する。また、息子を立派な庭師にするためしごいた際に、結構色々な悪態をついたらしく、これまたサムの口癖ともなっている。
快活な年寄りにありがちなこととして、隠居したところでは、時々酒場に出かけて昔話に花を咲かせることもあるが、もっぱらビルボ旦那が如何に「できたお人」であったかを誉めそやす内容であった模様。これが元で粉屋のサンディマン（テド・サンディマンの父親）と口喧嘩の応酬になったこともある。
妻（サムの母）は子善家のベルだが、作中ではその姿が描かれていないことから、既に死別したか離縁したらしいが詳しいことは不明。
ホビット庄ではその牧歌的な社会から園芸・農業の技能は尊重されており、庭師の社会的地位もそれなりに高い。このため老骨に知恵の染みたハムファスト親方として、地域社会では一目置かれている様子も窺える。
作中で息子のサムは、様々な勲を誇る英雄の指輪の仲間と行動を共にし、主たるフロド・バギンズと共に、一つの指輪を始末する最も困難な最後の道程を歩んだが、その節々に彼ハムファスト・ギャムジーの薫陶によると思われる困難に打ち勝つ勇気と粘り強さを見せており、サムがいなければフロドもこの困難な道程を終えることができなかったであろう点で、あるいは中つ国の危機を救った息子を育て上げた陰の功労者と呼べるのかもしれない。
ちなみに指輪の幽鬼の一人であるハムールに対しては、知らなかったとはいえ毅然と対峙、「バギンズ」について質問してきた態度が失礼だとして、癇癪を起こしている。